# اچ‌ام‌اس زولو (اف۱۲۴)
اچ‌ام‌اس زولو (اف۱۲۴) (به انگلیسی: HMS Zulu (F124)) یک کشتی بود. این کشتی در سال ۱۹۶۲ ساخته شد.